# Zumwaltklasse

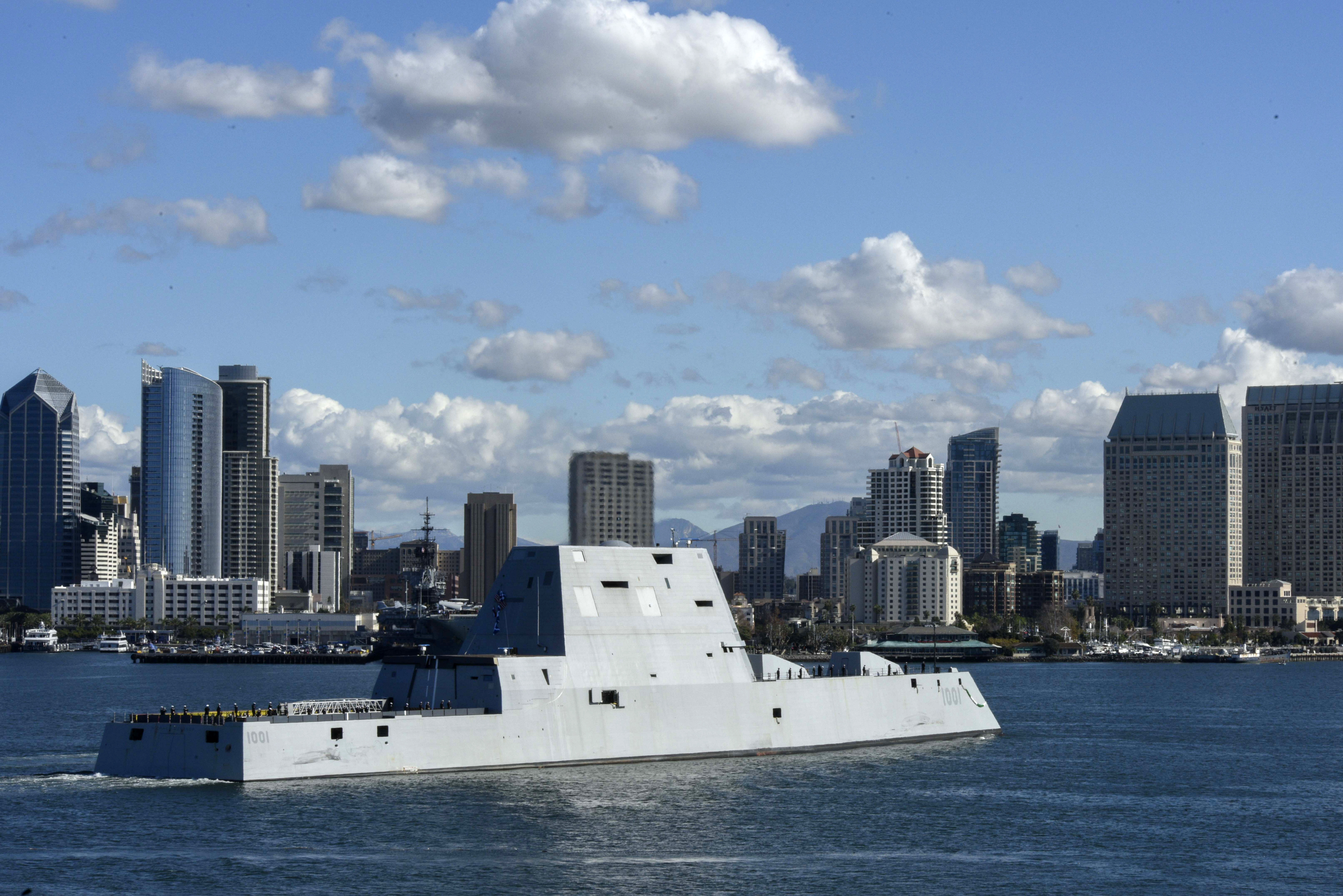
Micheal Monsoor arriveert te San Diego.

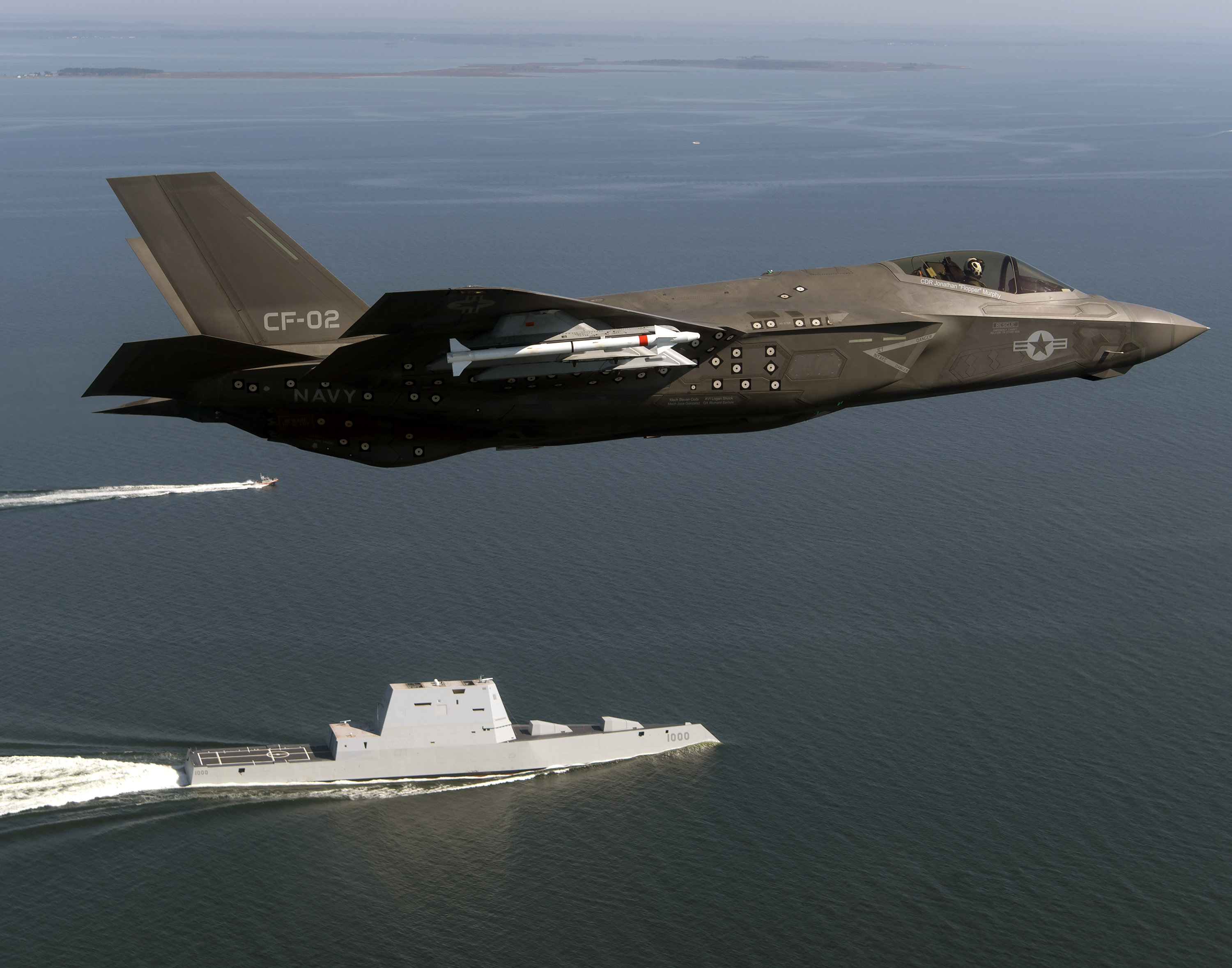
Een F-35 Lightning II boven de USS Zumwalt, de stralingafbuigende vormen komen overeen.

De Zumwaltklasse is een uit drie torpedobootjagers bestaande klasse, die dienst doen bij de Amerikaanse marine. De Zumwaltklasse valt op door de opmerkelijke vorm, die de vaartuigen minder makkelijk detecteerbaar maken.

## Schepen in klasse
| Naam                  | Nummer   | Kiellegging      | Tewaterlating   | In dienst       | Status |
| --------------------- | -------- | ---------------- | --------------- | --------------- | ------ |
| USS Zumwalt           | DDG-1000 | 17 november 2011 | 28 oktober 2013 | 15 oktober 2016 | actief |
| USS Michael Monsoor   | DDG-1001 | 23 mei 2013      | 21 juni 2016    | 26 januari 2019 | actief |
| USS Lyndon B. Johnson | DDG-1002 | 30 januari 2017  | 9 december 2018 | 2019            | afbouw |

## Etymologie
De USS Zumwalt is vernoemd naar Elmo Russel Zumwalt Jr. Zumwalt (1920-2000) was een Amerikaanse marineofficier die van 1970 tot 1974 Chief of Naval Operations, 'baas' van de Amerikaanse marine, was. Admiraal Zumwalt streed als CNO voor gelijkheid en bestreed racisme in de Amerikaanse marine. Ook werd onder zijn commando afstand gedaan van veel oude marineschepen, die werden vervangen door nieuwe zoals de OH Perryklasse-fregatten.
De USS Michael Monsoor heeft de naam van een onderofficier van de Navy SEALs gekregen: Michael Anthony Mansoor (1981-2006). Mansoor kwam om in Irak toen hij zich op een handgranaat wierp om zijn Amerikaanse en Iraakse collega's te beschermen. Hij ontving de hoogste Amerikaanse onderscheiding, de Medal of Honor.
De Lyndon B. Johnson is vernoemd naar de 36e president van de Verenigde Staten, Lyndon B. Johnson (1908 -1973). Johnson was tijdens de Tweede Wereldoorlog kort actief als reserveofficier bij de Amerikaanse marine.

## Aanloop
Door naderend einde van de levensduur van de Arleigh Burkeklasse-torpedobootjagers had de Amerikaanse marine behoefte aan vervanging. Ideaal was als die ook gelijk de Ticonderogaklasse-kruisers kon vervangen. Daarom werd er gewerkt aan een grote torpedobootjager, die naast een zware bewapening ook 'stealthy' moest zijn. Dit houdt in dat de signatuur van een schip zodanig wordt aangepast, dat het niet of minder goed zichtbaar is op de radar. Dit wordt mogelijk gemaakt door schuine en gebogen vlakken, waar radarstraling niet goed op reflecteert. Dit alles is handig voor een schip, omdat dan het element van verrassing behouden blijft en afleidingsmiddelen (decoys), zoals antiradarsneeuw, dan beter werken. Bij amfibische operaties was gebleken dat deze haast onmogelijk waren zonder artilleriesteun. Stokoude slagschepen van de Iowa-klasse, bewapend met 460 mm-kanonnen, namen die taak op zich, maar die moesten ook vervangen worden en nieuwe slagschepen waren onmogelijk. De nieuwe scheepsklasse moest deze taak op zich kunnen nemen door uitgerust te worden met twee kanonnen en meer dan 400 raketten. De marine was enthousiast, maar het Congres vond de verwachte kosten te hoog. Het project was toen echter al dusdanig gevorderd dat besloten werd het onder een andere naam voort te zetten. In 1998 besloot het Congres dat de Zumwaltklasse te duur was om de Arleigh Burkeklasse te vervangen door te zwaar bewapende schepen en te hoge bouwkosten. Omdat de klasse al in zo'n gevorderd stadium zat, werd besloten om toch een aantal torpedobootjagers te kopen.

## Ontwerp en bouw
In 2001 kon begonnen worden met het doorontwikkelen van het ontwerp. Het aantal wapens werd drastisch verminderd en het schip werd meer stealthy gemaakt. Dit project ging hand in hand met het ontwerp van nieuwe kanonnen. Op de Zumwaltklasse moesten alsnog twee 155 mm-kanonnen komen om amfibische operaties te steunen. In 2005 werd akkoord gegeven voor de bouw van twee torpedobootjagers. Toen in 2008 marineofficieren aan het Amerikaanse Congres duidelijk maakten dat de wereld was veranderd en men liever Arleigh Burkes wilde, haalden ze zich de woede van de Congresleden op de hals. De marine had immers dertien jaar en tien miljard dollar besteed aan dit project zonder dat er iets tastbaars was. De rollen waren bij deze omgedraaid. Bath Iron Works startte op 11 februari 2008 met de bouw van de Zumwalt. Een jaar later ving de bouw van het tweede schip aan bij Ingalls. In 2011 werd begonnen aan het derde schip, wederom bij Bath Iron works.

## Wapens, sensoren en voortstuwing
De aandrijving van de Zumwaltklasse bestaat uit twee Rolls-Royce MT30-gasturbines. Samen met de Rolls-Royce RR4500-turbinegenerators geeft dit de schepen het enorme vermogen van 78 megawatt. Hiermee kunnen de schepen een snelheid halen van 30 knopen. Door het enorme machinevermogen bestaat de verdenking dat de Zumwaltklasse de uitverkoren klasse is om de Amerikaanse railguns te testen.
De turbines werken niet foutloos; in juli 2018 was die van de Michael Monsoor kapotgegaan, de machine van $20 miljoen moest vervangen worden.
De zwaarbewapende Zumwaltklasse beschikt naast de twee 155 mm-kanonnen (de grootste van de marine) over 80 verticale lanceerbuizen (VLS), waarmee Tomahawks en RIM-162 Evolved Sea Sparrow Missiles kunnen worden afgeschoten. Verder heeft het schip door raketten te lanceren ASROC-torpedo's, 30 mm-MK44-Bushmasters en een helikopter.
Oorspronkelijk zou een Dual Band Radar (DBR) ontwikkeld worden voor de Zumwaltklasse. De DBR zou bestaan uit de Raytheon AN/SPY-3 Multi-Function Radar en S-Band-luchtwaarschuwings-radarfunctionaliteiten in één radarsysteem met zes vaste radarplaten. In 2010 werd dit - volgens deskundigen veelbelovende concept - gewijzigd en in het najaar ervan werd aangekondigd dat het nieuwe radarsysteem "Air and Missile Defense Radar" (AMDR) zou gaan heten. Ook dit systeem wordt een combinatie van een S-band-radar (luchtwaarschuwing, inclusief ballistische raketten) en een X-band-radar (luchtwaarschuwing voor lage hoogtes / net boven de horizon, doelen aanwijzen en volgen).

## Kritiek
Er is, binnen en buiten de marine, veel kritiek geuit op de Zumwaltklasse. Het schip zou te duur zijn, niet binnen de marine passen en de vorm van de boeg zou niet handig zijn bij slecht weer. Dit laatste werd in 2018 weerlegd door de Amerikaanse marine. Het eerste is, volgens het Congres, waar, de Zumwaltklasse is opmerkelijk duur geworden. De ontwerpfase kostte meer dan tien miljard dollar en het eerste schip van de klasse kostte 3,5 miljard dollar, wat meer dan twee keer zoveel is als de vier De Zeven Provinciënklasse-fregatten van de Koninklijke Marine bijelkaar. Het tweede en het derde exemplaar hebben 2,5 miljard dollar gekost.

## Dienst
De schepen hebben nog niet geparticipeerd in oefeningen, proefvaarten zijn namelijk nog niet afgerond en operationele kosten zijn hoog.

## Galerij

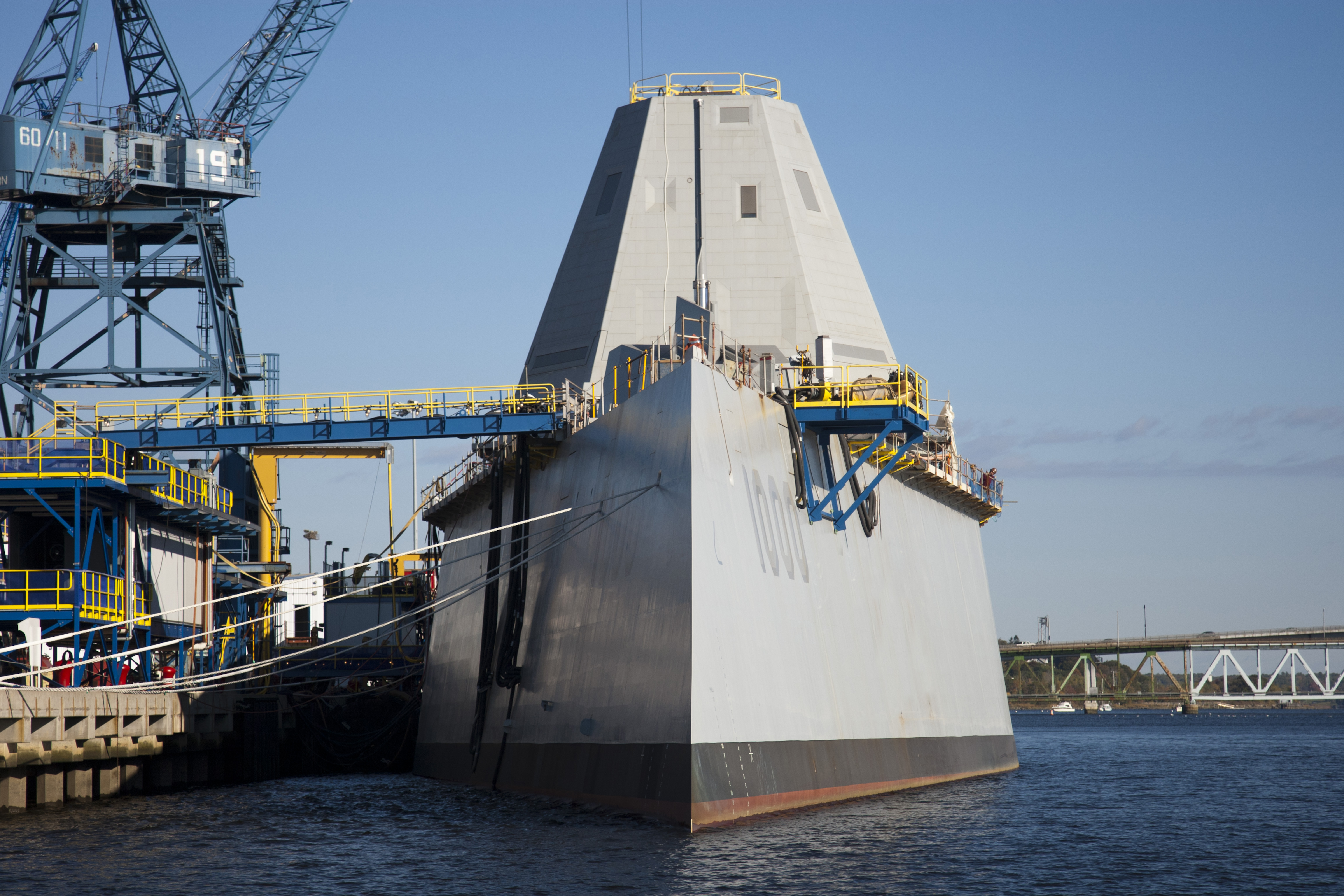
USS Zumwalt vooraanzicht
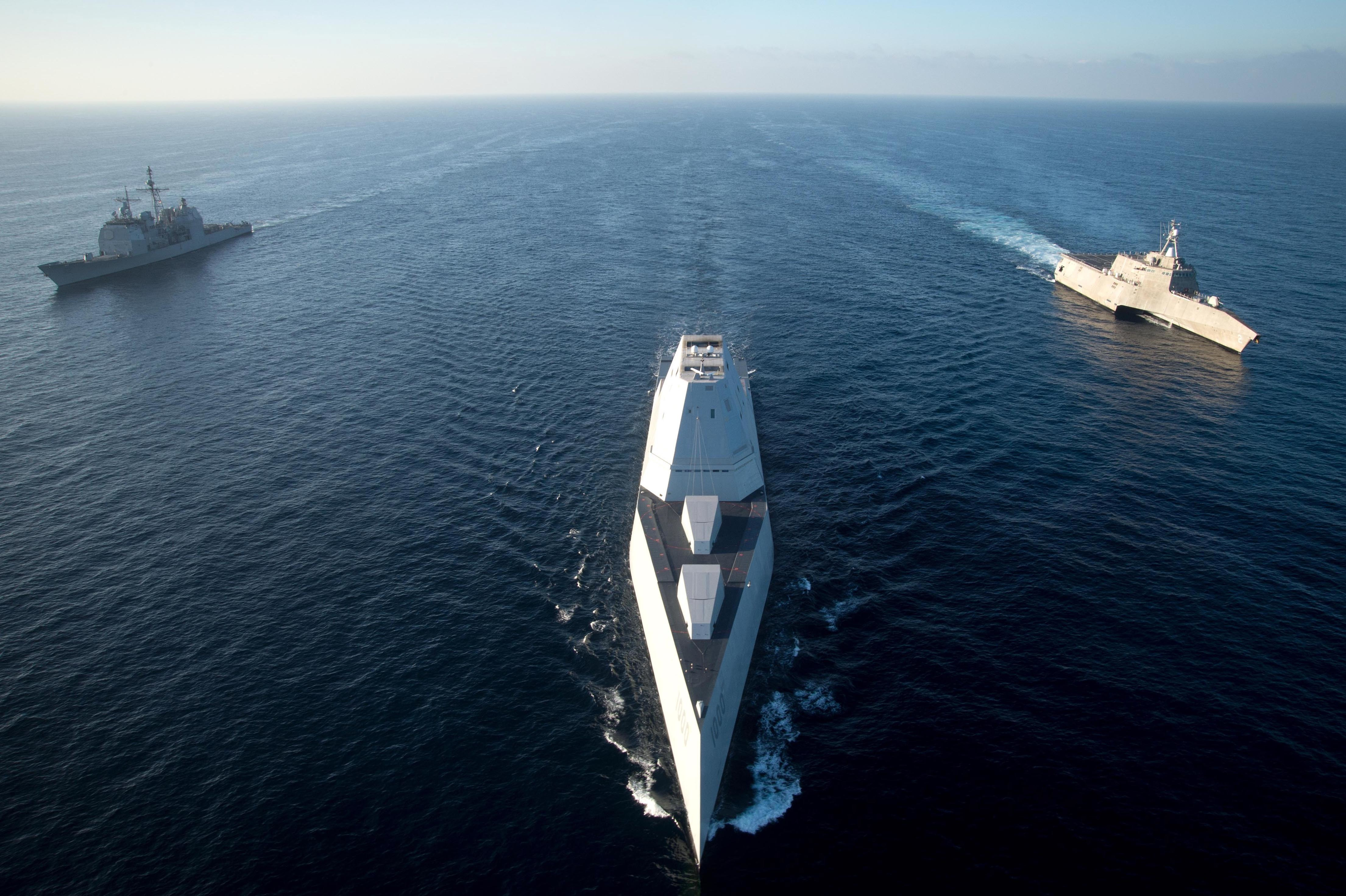
USS Zumwalt met USS Independence (rechts) en USS Bunker Hill (links)
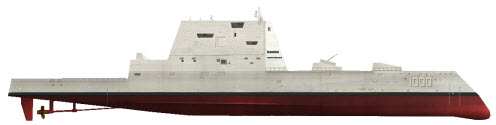
Computermodel van Zumwaltklasse